# Jerzy Poradecki
Jerzy Poradecki (ur. 10 czerwca 1942 w Łodzi, zm. 29 października 2008 tamże) – polski krytyk literacki, literaturoznawca związany od czasu studiów z Uniwersytetem Łódzkim, profesor zwyczajny tej uczelni, edytor i badacz poezji polskiej XX wieku, wybitna postać łódzkiego środowiska literackiego, członek Stowarzyszenia Pisarzy Polskich i Towarzystwa Literackiego im. Adama Mickiewicza.
Doktoryzował się z twórczości Wilhelma Macha, habilitował rozprawą Aż tu moje skrzydło sięga. Studium o dziejach motywu lotu poety w poezji polskiej. Tytuł profesora uzyskał w 2000 roku.
Był czynnym uczestnikiem życia literackiego. Zadebiutował jako krytyk w „Odgłosach” w 1965 roku. Pracował jako redaktor w „Odgłosach”, „Nowym Wyrazie”, „Osnowie” oraz jako juror w konkursach literackich, m.in. o „Rubinową Hortensję” i Turnieju Jednego Wiersza pt. „Kobieta” MBP w Tomaszowie Mazowieckim. Pisał m.in. o twórczości Jerzego Andrzejewskiego, Jarosława Marka Rymkiewicza, Czesława Miłosza. Animował spotkania literackie w Poleskim Ośrodku Sztuki w Łodzi, m.in. z Tadeuszem Różewiczem i Henrykiem Grynbergiem. Był współzałożycielem wydawnictwa Biblioteka, które ma na koncie około stu tomików poetyckich (seria: Rzecz poetycka). Prowadził Galerię T, która organizowała wystawy i wydawała katalogi bibliofilskie. Był kolekcjonerem grafiki oraz melomanem – do jego ulubionych kompozytorów należeli Mahler i Messiaen.
W 2007 roku otrzymał tytuł honorowy Przyjaciela Unii Polskich Pisarzy Medyków.
Był autorem dziesiątków publikacji naukowych i krytycznoliterackich. Pracował nad „Zbiorem poetów Łodzi i ziemi łódzkiej”, na który miały się złożyć utwory 600 autorów.
Został pochowany na cmentarzu katolickim na Dołach w Łodzi.

## Publikacje
- Osnowa – sztuka tworzenia (oprac.), Wydawnictwo UŁ, Łódź 1978
- Osnowa – sztuka odbioru (oprac.), Wydawnictwo UŁ, Łódź 1980
- Spektrum : almanach Unii Polskich Pisarzy Medyków 1980-1981.3 (współred.), Wydawnictwo UŁ, Łódź 1982
- Wilhelm Mach Życie duże i małe ; Góry nad czarnym morzem (przedm.), Wydawnictwo UŁ, Łódź 1984
- Pisarstwo Wilhelma Macha, Wydawnictwo UŁ, Łódź 1984
- Aż tu moje skrzydło sięga. Studium o dziejach motywu lotu poety w poezji polskiej [od średniowiecza do współczesności], Łódź 1988
- Dlaczego Różewicz : wiersze i komentarze (współred.), Wydawnictwo UŁ, Łódź 1993
- Orfeusz poetów XX wieku, Łódź 1995
- Prorocy i sztukmistrze. Eseje o poezji polskiej XX wieku, Wydawnictwo Naukowe PWN, Warszawa 1999
- Andrzej Walter i Jerzy Poradecki Nastroje. Fotografie (wybór wierszy), Galaktyka, Łódź 2004
- wybory wierszy poetów XX wieku, m.in. Antoniego Langego, Albina Dziekońskiego i Mariana Piechala